# Global Gender Gap Report
Il Global Gender Gap Report, introdotto dal Forum economico mondiale nel 2006, fornisce un quadro che mostra l'ampiezza e la portata della divario di genere in tutto il mondo. Per ogni nazione l'indice fissa uno standard del divario di genere basandosi su criteri economici, politici, educazione e salute, e fornisce una classifica dei paesi, permettendo un confronto efficace sia tra regioni che gruppi di reddito nel tempo. Le classifiche sono state realizzate per creare maggiore consapevolezza a livello mondiale. La metodologia e l'analisi quantitativa sono destinate a servire come base per la progettazione di misure efficaci per la riduzione delle disparità di genere.

Mappa dell'Indice globale sul divario di genere del WEF per il 2017

## Valori limite superiori dell'indice del divario di genere
| 1. Partecipazione e opportunità              | 1. Partecipazione e opportunità | 1. Partecipazione e opportunità | 1. Partecipazione e opportunità |
| ratio                                        | limite                          | ponderazione                    | valore                          |
| -------------------------------------------- | ------------------------------- | ------------------------------- | ------------------------------- |
| * Labour force participation                 | 1.0                             | 0.199                           | 0.199                           |
| * Wage equality for similar work             | 1.0                             | 0.310                           | 0.310                           |
| * Estimated earned income                    | 1.0                             | 0.221                           | 0.221                           |
| * Legislators, senior officials and managers | 1.0                             | 0.149                           | 0.149                           |
| * Professional and technical workers         | 1.0                             | 0.121                           | 0.121                           |
|                                              | somma                           | 1.0                             | 1.0                             |
| 2. Educazione                                |                                 |                                 |                                 |
| ratio                                        | limite                          | ponderazione                    | valore                          |
| * Literacy rate                              | 1.0                             | 0.191                           | 0.191                           |
| * Enrolment in primary education             | 1.0                             | 0.459                           | 0.459                           |
| * Enrolment in secondary education           | 1.0                             | 0.229                           | 0.229                           |
| * Enrolment in tertiary education            | 1.0                             | 0.121                           | 0.121                           |
|                                              | somma                           | 1.0                             | 1.0                             |
| 3. Salute e sopravvivenza                    |                                 |                                 |                                 |
| ratio                                        | limite                          | ponderazione                    | valore                          |
| * Sex ratio at birth                         | 0.944                           | 0.693                           | 0.654                           |
| * Healthy life expectancy                    | 1.060                           | 0.307                           | 0.345                           |
|                                              | somma                           | 1.0                             | 1.0                             |
| 4. Potere politico                           |                                 |                                 |                                 |
| ratio                                        | limite                          | ponderazione                    | valore                          |
| * Women in parliament                        | 1.0                             | 0.310                           | 0.310                           |
| * Women in ministerial positions             | 1.0                             | 0.247                           | 0.247                           |
| * Years with female head of state            | 1.0                             | 0.443                           | 0.443                           |
|                                              | somma                           | 1.0                             | 1.0                             |

| Compilation                      | Compilation |
| -------------------------------- | ----------- |
| 1. Partecipazione ed opportunità | 1.000       |
| 2. Educazione                    | 1.000       |
| 3. Salute e sopravvivenza        | 1.000       |
| 4. Potere politico               | 1.000       |
| somma                            | 4.000       |

Indice del divario di genere: 4.0 / 4 =  1.0  
Questo è il limite superiore dell'indice del divario di genere (limite superiore) per il rapporto femmina-maschio e per il rapporto maschio-femmina.